# Andreas Mitzenheim
Andreas Mitzenheim (* 11. Januar 1952; † 3. Juli 2007) war ein deutscher Kommunalpolitiker (CDU) und von 1993 bis 1994 Oberbürgermeister der Stadt Gera.

## Leben
Nach seiner Ausbildung zum Maurer studierte Andreas Mitzenheim an der Martin-Luther-Universität Halle-Wittenberg Volkswirtschaft und war danach bis 1990 in zwei Geraer Betrieben beschäftigt.
1987 wurde er Mitglied der DDR-CDU, trat am 1. Juni 1990 in die Stadtverwaltung ein und wurde Stadtrat für Finanzen. Er wurde am 18. November 1993, nach dem Rücktritt des ersten Nachwende-Oberbürgermeisters Michael Galley, von der Stadtverordnetenversammlung zum Oberbürgermeister der Stadt Gera gewählt, unterlag aber bereits ein halbes Jahr später Ralf Rauch im zweiten Wahlgang der regulären Oberbürgermeisterwahl. Es war die erste direkte Oberbürgermeisterwahl in der Stadtgeschichte.
Andreas Mitzenheim übernahm daraufhin den Fraktionsvorsitz der CDU, wurde 1995 vom Stadtrat zum Bürgermeister und Finanzdezernenten gewählt und hatte diese Position bis 2001 inne. Unter seiner Führung entstanden nach der politischen Wende die Stadtkasse, die Stadtkämmerei sowie das Steueramt von Gera und er gestaltete die Gebietsreform mit. Mitzenheim war als Finanzdezernent während der beiden Währungsumstellungen von der DDR- zur D-Mark und später von der D-Mark zum Euro tätig.
Sein ausgeprägtes christliches Weltbild veranlasste Andreas Mitzenheim Ende der 1990er Jahre sich verstärkt für soziale Projekte in Osteuropa zu engagieren. So initiierte er zusammen mit der Lebenshilfe und dem Geraer Wald-Klinikum verschiedene soziale Projekte und Hilfsaktionen in den Geraer Partnerstädten Sliwen, Bulgarien und Goražde, Bosnien.
Andreas Mitzenheim starb nach langer, schwerer Krankheit.